# Сицки, Ларри
Ла́зарь Си́цкий (англ. Lazar Sitsky, более известный как Ла́рри Си́цки англ. Larry Sitsky; род. 10 сентября 1934, Тяньцзинь, Китай) — австралийский композитор, пианист и педагог.

## Биография
Родился в еврейской семье выходцев из России. Начал изучать фортепиано в раннем детском возрасте, дал свой первый публичный концерт в девять лет, и вскоре начал писать музыку. После прихода к власти в Китае коммунистов семья перебралась в Австралию. Учился в Сиднейской консерватории. Студент по классу фортепиано Александра Сверженского и Винифреда Бёрстона (ученика Эгона Петри), затем два года учился в США у самого Петри. Много гастролировал по разным странам мира (в СССР в 1978). С 1961 года преподаёт — с 1966 года в Школе музыки Канберрской консерватории (композиция, история музыки, фортепиано).
Начиная с 1965 года занимался исследованием творческого наследия Ферруччо Бузони, интерес к которому унаследовал у своих учителей. Осуществил в 1987 году первую публикацию юношеского концерта Бузони для фортепиано и струнных.
Женат на уроженке Чехии Магде Сицки (англ. Magda Sitsky).

## Сочинения
- опера «Падение дома Эшеров» / The Fall of the House of Usher (1965, Хобарт, по Эдгару По)
- телеопера «Ленц» / Lenz (1970, Аделаида)
- балет «Тёмное убежище» / The Dark Refuge (на основе Симфонии для 10 инструментов, 1964, Сидней)
- Симфония для 10 инструментов / Sinfonia for Ten Players
- опера «Феерическая сказка» / Fiery Tales (1975)
- опера «Голоса Лимбо» / Voices in Limbo (1977)
- опера «Голем» / The Golem (1980)
- опера «Де Профундис» / De Profundis (1982, по Оскару Уайльду)
- опера «Три сцены из жизни аборигенов» / Three scenes from Aboriginal life: 1. Campfire scene, 2. Mathina, 3. Legend of the Brolga (1988)
- Импровизация и каденца для скрипки / Improvisation and Cadenza for solo viola (1964)
- Симфония в четырёх частях / Symphony in Four Movements (2001)
- Случайная музыка к «Фаусту» для фортепиано и трёх сопрано / Incidental music to Faust for solo piano and three sopranos (1996)
- Песни 7 дзенов для голоса и скрипки / Seven Zen Songs for voice and viola (2005)
- Саят Нова для гобоя / Sayat Nova, for solo oboe

## Награды
- 1968 — Премия Альберта Маггса[англ.]
- 1981 — Премия Альберта Маггса[англ.]
- 1981 — Орден Австралии